# Бредлі Джозеф
Бре́длі Джо́зеф (англ. Bradley Joseph, 1965, Віллмар, Міннесота, США) — американський композитор, піаніст і аранжувальник.
Працює в широкому спектрі музичних напрямків: від рок- і поп-музики до ритм-енд-блюзу і оркестрової музики. Співробітничає із цілим поруч артистів, що записуються на фірмах звукосаписи RCA, Epic, Warner Brothers і Polygram Records. Бредлі Джозеф відомий роботою зі співачкою Шиною Істон (англ. Sheena Easton) як піаніст й один з її музичних керівників, а також з грецьким музикантом Йанні (англ. Yanni) — як  основний піаніст шести світових турне. В 1994 році Бредлі Джозеф почав сольну кар'єру; до 2006 року випустив 9 дисків.

## Твори
- Hear The Masses 1994
- Rapture 1997
- Solo Journey 1999
- Christmas Around the World 2000
- One Deep Breath 2002
- The Journey Continues 2003
- Music Pets Love: While You Are Gone 2004-2008
- For The Love Of It 2005
- Piano Love Songs 2006
- Hymns and Spiritual songs 2007
- Classic Christmas 2008
- Suites & Sweets 2009
- Paint the Sky 2013